# 琅琊山摩崖石刻及碑刻
琅琊山摩崖石刻及碑刻，位于安徽省滁州市南谯区，散落在琅琊山和丰乐亭周边，总计面积约10000平方米。2013年3月5日公布为第七批全国重点文物保护单位。

## 保护范围
醉翁亭亭基四周外，东至听泉；西至同乐园；南至琅琊古道南15米；北至六一亭和玄帝宫10米。

丰乐亭院墙外，南西北各20米，东40米。

琅琊寺院墙外，东70米，西至石上松西200米，南至韦驮殿大门南10米，北至归云洞

## 建设控制地带
醉翁亭保护范围外，东至薛老桥东400米；西南北均以山脊为界；

丰乐亭保护范围外，东至紫薇泉以东15米；西至丰山山脊；南北各300米；

琅琊寺保护范围外，东至琅琊古道东园盘；西南北均以山脊为界